# بیمارستان شهید دکتر بهشتی (شیراز)
بیمارستان شهید بهشتی
واقع در استان فارس، شهرستان شیراز بیمارستانی است درمانی وابسته به سازمان تأمین اجتماعی با ۲۹۱ تخت ثابت که در سال ۱۳۵۷ خورشیدی تأسیس گردید. این بیمارستان در روز ۲۳/۰۸/۱۳۹۹به بخش خصوصی تبدیل شد
هم‌اکنون این بیمارستان دارای بخش‌های اتاق عمل، دیالیز، اورژانس، زایشگاه، پست پارتوم، لیبر، داخلی، ارتوپدی، جراحی زنان و زایمان، جراحی عمومی، چشم، ICU مغز و اعصاب، جراحی مغز و اعصاب، ICU داخلی، POST CCU و قلب، NICU, CCU، نوزادان، آنژیوگرافی، جراحی قلب و آی سی یو قلب، کلینیک درمان زخم و دیگر واحدهای پاراکلینیکی و درمانگاهی می‌باشد.